# Martin Vahl
Martin Henrichsen Vahl (10 d'octubre de 1749 – 24 de desembre de 1804) va ser un botànic i zoòleg dano-noruec.
Estudià botànica a la Universitat de Copenhaguen i d'Uppsala amb Carl von Linné. Edità Flora Danica fasc. xvi-xxi (1787-1799), Symbolæ Botanicæ I-III (1790-1794), Eclogæ Americanæ i-iv (1796-1807) i Enumeratio Plantarum i-ii (1804-1805). Va fer classes al Jardí Botànic de Copenhaguen de 1779 a 1782.
Vahl va fer recerca a Europa i Àfrica del Nord entre 1783 i 1788. Va ser professor a la Societat per la Història Natural de Copenhaguen el 1786 i de botànica a la universitat de 1801 fins a la seva mort. El 1792, va ser elegit membre de la Reial Acadèmia Sueca de Ciències.
El seu fill Jens Vahl també va ser un botànic.
La seva signatura abreujada com a botànic és: Vahl.

## Obres destacades
- Enumeratio plantarum omnium hucusque cognitarum, secundum familias naturales disposita, adjectis characteribus, differentiis et synonymis (facsímil electrònic) (en llatí). volum I.
- Enumeratio plantarum… (facsímil electrònic) (en llatí). volum II.